# Instituto del Patrimonio Cultural de España

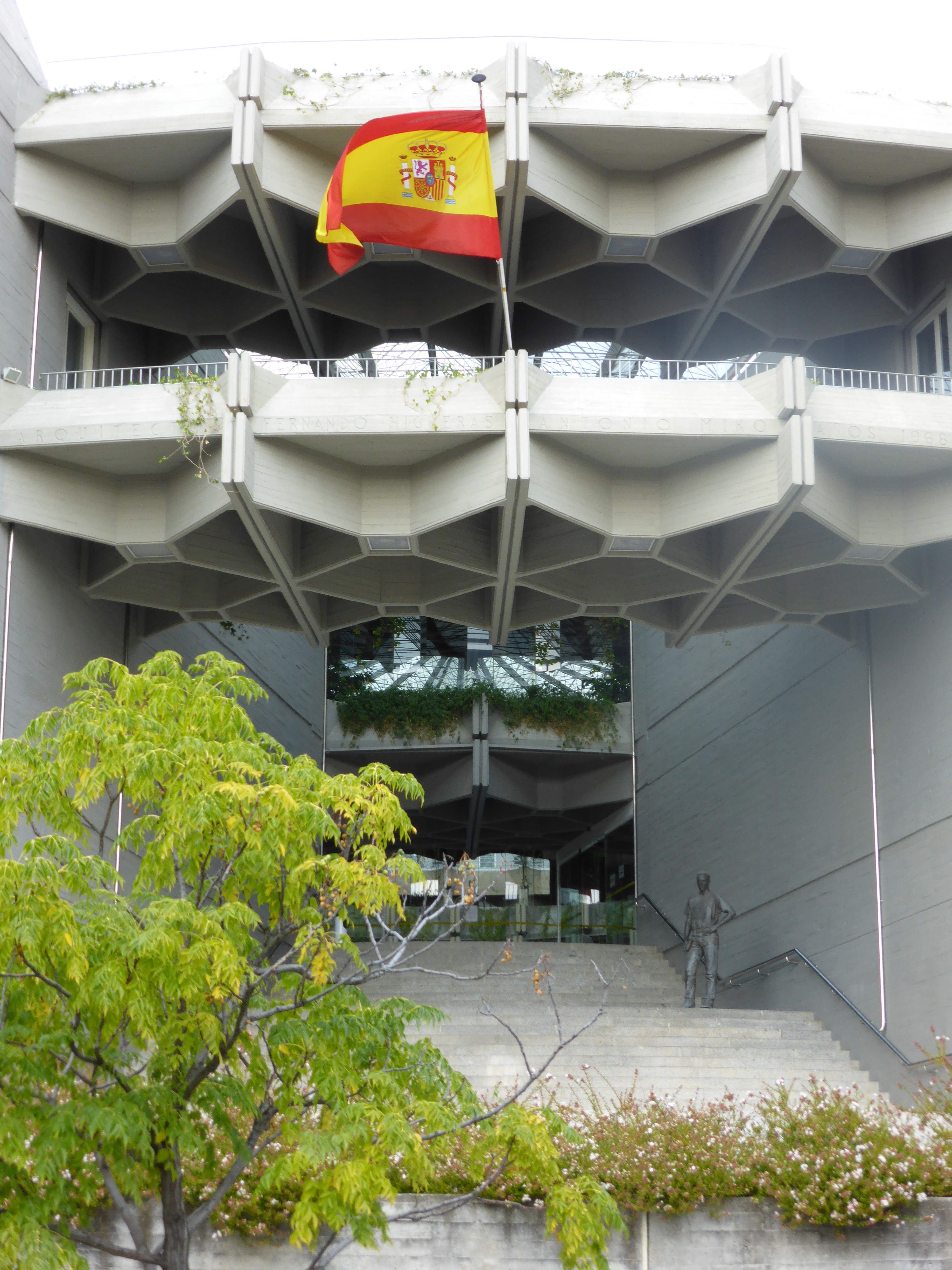
Entrada principal del IPCE.

L'Institut del Patrimoni Cultural d'Espanya (IPCE), oficialment i en castellà Instituto del Patrimonio Cultural de España, depenent del Ministeri de Cultura, és la institució estatal dedicada a la conservació i restauració dels béns culturals que conformen el patrimoni històric espanyol. Per a això integra entre el seu personal especialistes de diverses disciplines: arquitectes, arqueòlegs, etnògrafs, restauradors, físics, geòlegs, químics, biòlegs, documentalistes, informàtics, fotògrafs, bibliotecaris, arxivers i conservadors, entre d'altres.
La seu de l'Institut del Patrimoni Cultural d'Espanya es troba a Madrid, al carrer Pintor El Greco, número 4, de la Ciutat Universitària, molt prop del Palau de la Moncloa.